# Thylactus chinensis
Thylactus chinensis là một loài bọ cánh cứng trong họ Cerambycidae.